# Ferry de Staten Island

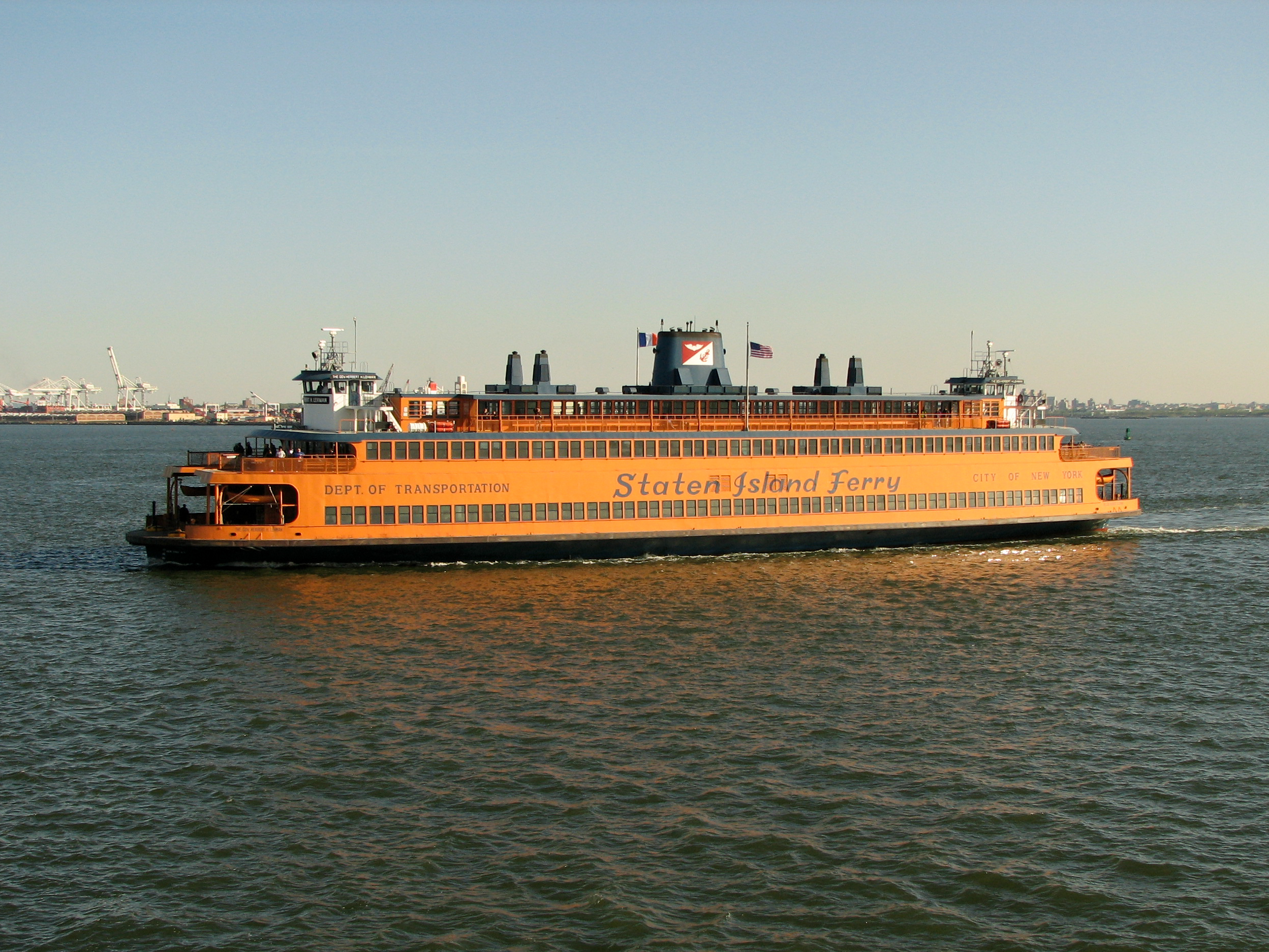
Le ferry en 2006.

Le ferry de Staten Island (Staten Island Ferry) est le ferry, exploité par le New York City Department of Transportation, service de la ville de New York chargé notamment de la gestion et de l'entretien de la voirie, qui relie gratuitement le Staten Island Ferry Whitehall Terminal près de Battery Park, à l'extrême sud de Manhattan, au Saint George Terminal (en), dans le quartier de St. George au nord-est de Staten Island. 70 000 passagers l'empruntent chaque jour soit 25 550 000 par an.

## Historique

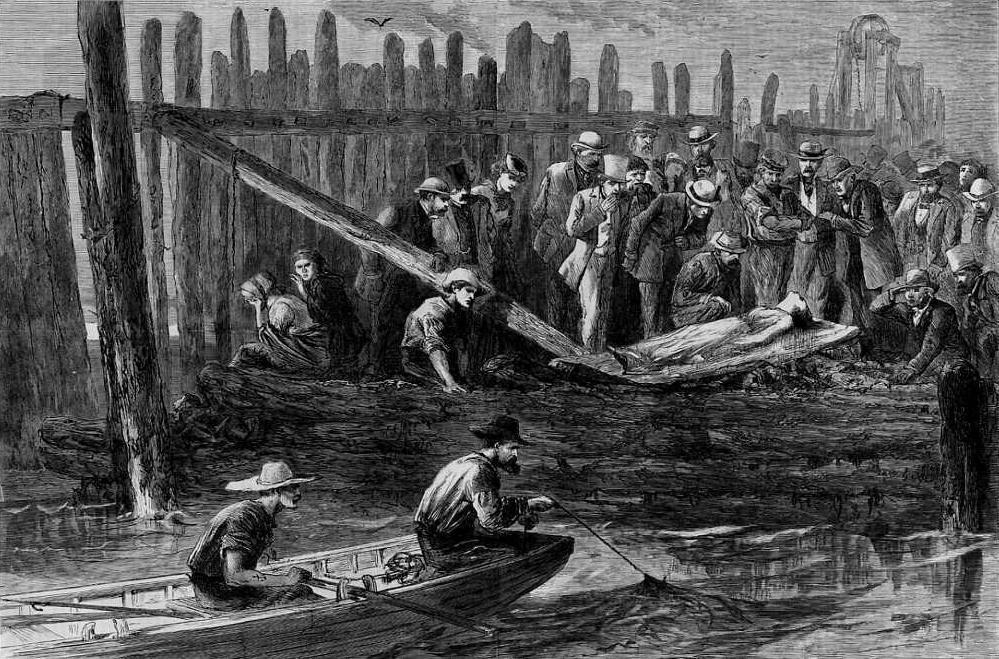
Gravure de l'accident du ferry en 1871.

Le service de ferry a débuté en 1817, la traversée coûtait alors 5 cents. 
En 1850 Staten Island s'est développée rapidement et le ferry a pris de l'importance.
Il a connu un accident en 1871.
En 1905, il devient un service municipal.

## Description
Le service est assuré 24h/24 tous les jours de l'année grâce à une flotte de 9 navires qui assurent, en semaine, 109 navettes par jour.
Il transporte plus de 21 millions de passagers par an sur un trajet de 8,4 km (5,2 miles), la traversée dure environ 25 minutes. Les véhicules ne sont plus autorisés depuis les attentats du 11 septembre 2001. La traversée est aujourd'hui gratuite.

## Le ferry de Staten Island au cinéma et à la télévision
Le ferry de Staten Island a servi de cadre dans divers films et téléfilms, par exemple la série télévisée Sex and the City, ou le film Working Girl, dans lequel Melanie Griffith l'emprunte tous les matins pour aller à la conquête de New York. En 2003, le ferry a été l'objet d'un court documentaire, Ferry Tales, qui suit les conversations de deux femmes, durant un trajet le matin, dans les toilettes pour dames. Il fut nommé aux Oscars dans la catégorie du meilleur court-métrage documentaire.
- L'épisode de L'Extravagante Lucy intitulé Staten Island Ferry (saison 5, 1956)
- Working Girl, 1988
- The Rutles, 1978, une parodie des Beatles, avec une scène sur le ferry de Staten Island
- Spider-Man : Homecoming, un film de super héro, sur une scène où le ferry est cassé en deux parties, gauche et droite.

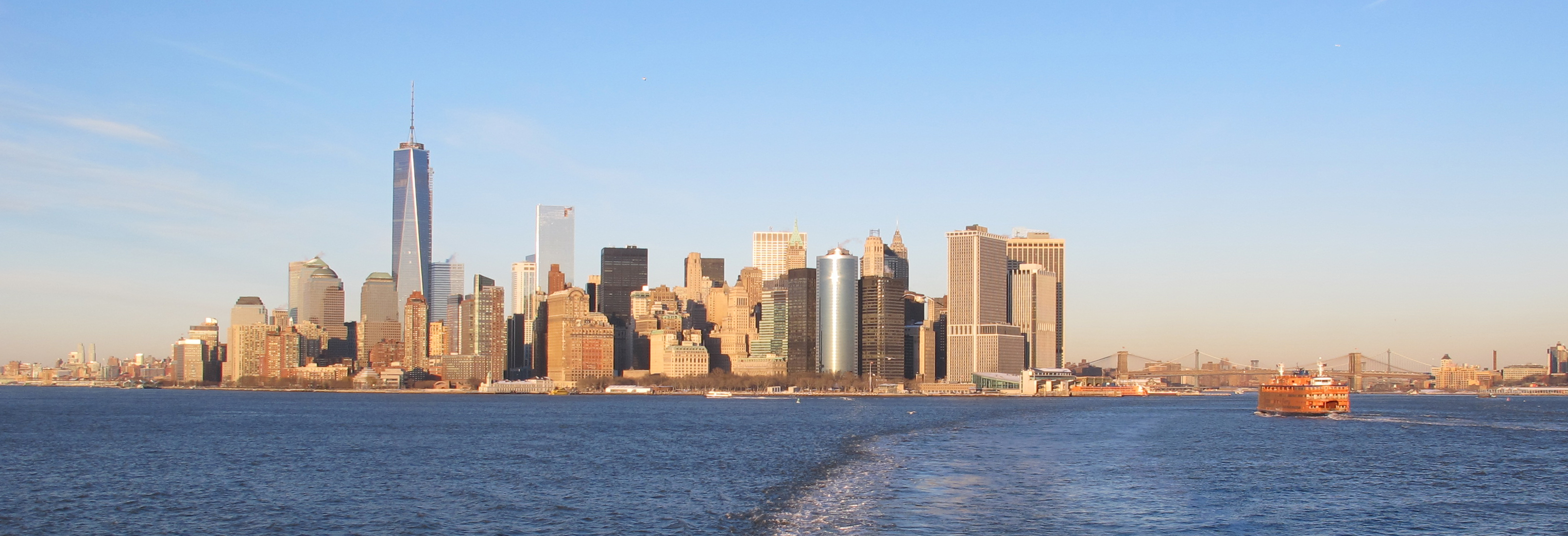
Vue de Manhattan du pont du ferry, 2014.